# Како се решити шефа
Како се решити шефа (енгл. Horrible Bosses) амерички је хумористички филм из 2011. године, у режији Сета Гордона, по сценарију Мајкла Марковица, Џона Франсиса Дејлија и Џонатана Голдстина. Главне улоге глуме Џејсон Бејтман, Чарли Деј, Џејсон Судејкис, Џенифер Анистон, Колин Фарел, Кевин Спејси и Џејми Фокс. Радња прати три пријатеља, које глуме Бејтмен, Деј и Судејкис, који одлучују да убију своје надмоћне, насилне шефове, које тумаче Спејси, Анистонова и Фарел.
Премијерно је приказан 30. јуна 2011. у Лос Анђелесу, док је 8. јула пуштен у биоскопе у САД, односно 18. августа у Србији. Премашио је финансијска очекивања, зарадивши преко 28 милиона долара у прва три дана, чиме је постао други филм са највећом зарадом у САД током првог викенда, као и комедија са највећом зарадом свих времена, оборивши рекорд који је претходно поставио Рат ружа (1989). Зарадио је преко 209 милиона долара широм света до краја приказивања у биоскопима.
Наставак, Како се решити шефа 2, приказан је 2014. године.

## Радња
Једина ствар, која би ужасну свакодневницу тројци пријатеља, Нику, Курту и Дејлу учинила подношљивијом јесте да униште своје нетолерантне шефове. Отказ није решење, тако да, уз помоћ мало више попијеног пића и дубиозних савета, три пријатеља осмислила су план. Наизглед сигуран план како да се ослободе својих послодаваца, заувек. Али, ту је један проблем: чак и најбољи планови могу да крену наопако

## Улоге
| Глумац           | Улога         |
| ---------------- | ------------- |
| Џејсон Бејтман   | Ник Хендрикс  |
| Кевин Спејси     | Дејвид Харкен |
| Чарли Деј        | Дејл Арбус    |
| Џенифер Анистон  | Џулија Хeрис  |
| Џејсон Судејкис  | Курт Бекман   |
| Колин Фарел      | Боби Пелит    |
| Џејми Фокс       | Дин Џоунс     |
| Доналд Садерланд | Џек Пелит     |